# Clemens Zeller
Clemens Zeller (né le 2 juillet 1984) est un athlète autrichien spécialiste du 400 mètres.

## Carrière
Clemens Zeller obtient deux places d'honneur sur 400 mètres, aux Championnats d’Europe en salle 2007 et 2009 en terminant respectivement 6e et 4e.
En 2009, il remporte la médaille d'argent sur 400 mètres lors de l'Universiade d'été de 2009 en 46 s 12. Il est devancé par le Japonais Yuzo Kanemaru (45 s 68).

## Palmarès
| Date | Compétition                    | Lieu       | Résultat | Temps   |
| ---- | ------------------------------ | ---------- | -------- | ------- |
| 2007 | Championnats d’Europe en salle | Birmingham | 6e       | 46 s 64 |
| 2009 | Championnats d’Europe en salle | Turin      | 4e       | 46 s 62 |
| 2009 | Universiade                    | Belgrade   | 2e       | 46 s 12 |

### Records
| Épreuve    | Performance | Lieu         | Date        |
| ---------- | ----------- | ------------ | ----------- |
| 400 mètres | 45 s 69     | Sankt Pölten | 3 juin 2010 |

| Épreuve    | Performance | Lieu   | Date            |
| ---------- | ----------- | ------ | --------------- |
| 400 mètres | 46 s 27     | Vienne | 11 février 2009 |